# Charles Howard, 20. Earl of Suffolk

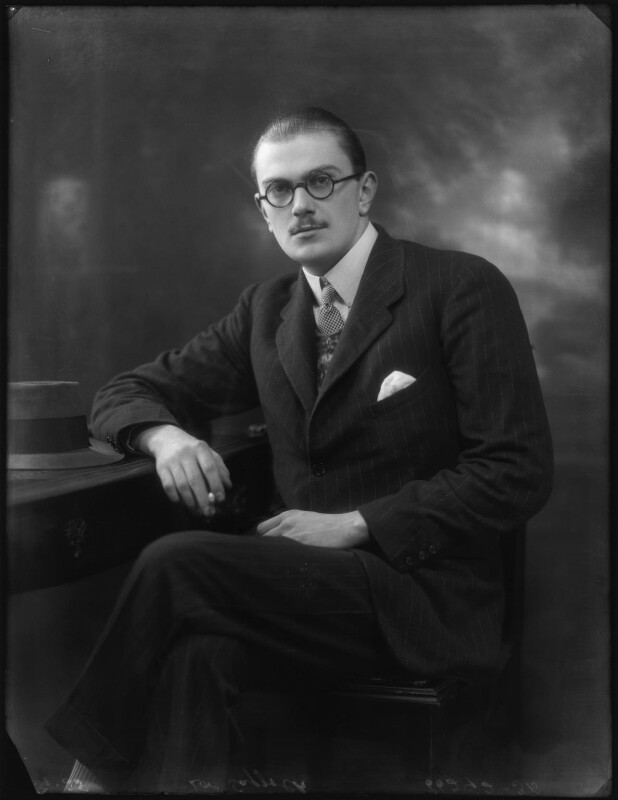
Charles Howard, 20. Earl of Suffolk, 1925

Charles Henry George Howard, 20. Earl of Suffolk (* 2. März 1906; † 12. Mai 1941), war ein britischer Peer, Chemiker und Bombenentschärfungsexperte.
Charles Howard war der älteste von drei Söhnen des Henry Howard, 19. Earl of Suffolk (1877–1917), aus dessen Ehe mit Marguerite Hyde Leiter (um 1880–1927). Als sein Vater 1917 als Major der British Army im Ersten Weltkrieg fiel, erbte Charles im Alter von elf Jahren dessen englische Adelstitel als 20. Earl of Suffolk, 13. Earl of Berkshire, 13. Viscount Andover, 13. Baron Howard of Charlton. Er besuchte das Internat Radley College in Oxfordshire und trat anschließend, im April 1925, als Second Lieutenant der Scots Guards in die British Army ein, schied jedoch aus Gesundheitsgründen bereits im Januar 1926 aus dem aktiven Dienst aus. Nachdem er 1927 volljährig wurde, konnte er den mit seinen Adelstiteln verbundenen Sitz im House of Lords einnehmen.
Später graduierte er mit Auszeichnung an der Universität Edinburgh in den Fächern Chemie und Pharmakologie. Noch nicht dreißig Jahre alt, wurde er zum Fellow der Royal Society of Edinburgh gewählt, und nahm eine Forschungsstelle zu „Explosivstoffen und Giften“ an der Universität Oxford an. 1936 heiratete er Minnie Mabel Forde-Pigott († 1966). Das Paar hatte drei Kinder: Michael (1935–2022), Maurice (1936–2018) und Patrick (* 1940).
Zu Beginn des Zweiten Weltkriegs war Charles Howard als Verbindungsoffizier des britischen Department of Scientific and Industrial Research in Paris stationiert. Während der Flucht vor den deutschen Invasoren im Jahr 1940 hatte er Anteil an der Evakuierung zahlreicher Wissenschaftler und deren Familien, sowie der Rettung bedeutender Sachwerte, unter anderem von Schwerem Wasser und Millionenwerten in Diamanten.
Im folgenden Jahr arbeitete er für das Ministry of Supply an der Entschärfung von deutschen Fliegerbomben, die während der als „The Blitz“ bekannten deutschen Luftangriffe auf britische Städte abgeworfen worden waren. Dabei entwickelte er neue Entschärfungsmethoden, die durch das Wettrüsten mit der deutschen Luftwaffe notwendig wurden. Bei der Entschärfung seiner 35. Bombe wurde Charles Howard am 12. Mai 1941 auf einem Entschärfungsplatz in den Erith Marches nahe London getötet, zusammen mit seiner Sekretärin Eileen Morden, seinem Chauffeur Fred Hards (zusammen trugen sie den Spitznamen „heilige Dreifaltigkeit“), und elf weiteren Personen. Als Ursache wurde ein deutscher Zusatzzünder vermutet, der gezielt entwickelt und eingesetzt worden war, um die Entschärfung von Bomben zu verhindern und die Entschärfungsmannschaften zu töten.
Charles Howard wurde posthum das Georgs-Kreuz für seine Leistungen verliehen. An ihn erinnern eine Passage in den Kriegsmemoiren Winston Churchills, ein Kirchenfenster in Charlton, Brinkworth, sowie mehrere Fernsehproduktionen der BBC.